# Alena Palečková
Alena Palečková (* 28. dubna 1947 Praha) je česká politička, členka ODS a bývalá europoslankyně a bývalá senátorka za obvod č. 23 – Praha 8. V letech 2010 až 2012 byla místopředsedkyní Senátu Parlamentu ČR.

## Vzdělání, profese, rodina
Po maturitě na Střední všeobecně vzdělávací škole vystudovala na Přírodovědecké fakultě Univerzity Karlovy odbornou zoologii.
Po ukončení studia v roce 1970 nastoupila do Fakultní nemocnice Bulovka, kde pracovala na oddělení hematologie a krevní transfúze. V roce 1986 přešla na Revmatologický ústav Praha, kde se podílela na výzkumu příčin revmatologických onemocnění.
S manželem (bývalý proděkan přírodovědecké fakulty Přírodovědecké fakulty Univerzity Hradec Králové) vychovala dvě dcery.

## Politická kariéra
V roce 1994 byla zvolena do zastupitelstva městské části Praha 8, kde působila do roku 2014. Mezi lety 1994 a 1998 byla členkou Rady městské části Praha 8.
V roce 1996 byla poprvé zvolena do Senátu PČR, když z prvního kola postoupila spolu s Stanislavem Křečkem z ČSSD (poměr 40,10:19,57 % hlasů), ve druhém kole se situace opakovala a Alena Palečková získala post senátorky s 62,63 % všech platných hlasů. Mandát členky horní komory Parlamentu obhájila i v senátních volbách v letech 2000 a 2006. Roku 2012 už nekandidovala. V senátu se zabývala především problematikou zdravotnictví.
Po vstupu České republiky do Evropské unii byla na krátkou dobu prozatímní europoslankyní, která byla kooptovaná z řad senátorů a senátorek.

## Podpora lidských práv v ČLR
27. ledna 2012 – pod záštitou místopředsedkyně Senátu Aleny Palečkové vystoupili v hlavním sále Senátu PČR Jitka Hosprová společně s Martou Kubišovou a hercem Janem Potměšilem na dobročinném koncertu na podporu vězněného čínského advokáta Kao Č'-šenga a pronásledovaných praktikujících Fa-lun-kungu.
23. května 2012 – v Senátu PČR proběhlo slavnostní otevření výstavy obrazů čínských umělců nazvané "Neochvějná statečnost". Tématem výstavy, která probíhala pod záštitou místopředsedkyně Senátu PČR Aleny Palečkové a jenž byla umístěna v chodbě kanceláří místopředsedů senátu, bylo pronásledování duchovní praxe Fa-lun-kung čínským totalitním režimem.